# World Small Animal Veterinary Association
Die World Small Animal Veterinary Association (WSAVA) ist ein 1959 aus der International Association of Small Animal Specialists hervorgegangener tiermedizinischer Dachverband, der weltweit tätig ist. Die WSAVA ist ein Zusammenschluss von 116 tiermedizinischen Vereinigungen, die mehr als 200.000 Kleintiertierärzte repräsentieren. Einzelpersonen können nicht Mitglied werden. Seit 1980 arbeitet sie auch mit der Weltgesundheitsorganisation zusammen. Mitglieder im deutschsprachigen Raum sind die Deutsche Gesellschaft für Kleintiermedizin, die Vereinigung Österreichischer Kleintiermediziner und die Schweizerische Vereinigung für Kleintiermedizin. Organ der Gesellschaft ist das Journal of Small Animal Practice.
Ziel der WSAVA ist es weltweit die Gesundheit und das Wohlergehen der Klein- und Heimtiere durch eine wissenschaftlich gut ausgebildete und zusammenarbeitende Tierärzteschaft zu verbessern. Dies soll durch das Setzen tiermedizinischer Standards und die professionelle Entwicklung tierärztlicher Teams erreicht werden. Die Facharbeit der Gesellschaft wird in 16 Fachkomitees geleistet. Diese haben bislang insgesamt 11 tiermedizinische Leitlinien erarbeitet, die Tierschutz, Impfungen, Tierzahnheilkunde, Tierernährung, elektronische Tierkennzeichnung, Schmerztherapie, Personalgesundheit sowie Erb-, Magen-Darm-, Leber- und Nierenerkrankungen abdecken. Die WSAVA veranstaltet jährlich einen wissenschaftlichen Kongress und bietet Webinare zu ausgewählten Fragestellungen an. Mit dem Michael J. Day-Stipendium werden Studenten gefördert, um ihnen eine Mitarbeit in der Forschung zu Immunologie, Infektionskrankheiten und Impfungen zu ermöglichen.